# 정체성 정치
정체성 정치(正體性政治, 영어: Identity politics)는 전통적인 다양한 요소에 기반한 정당 정치나 드넓은 보편 정치에 속하지 않고 성별, 젠더, 종교, 장애, 민족, 인종, 성적지향, 문화 등 공유되는 집단 정체성을 기반으로 배타적인 정치 동맹을 추구하는 정치 운동이자 사상을 의미한다. 정체성 정치라는 용어는 1960년 혹은 70년대 이후로 여러 형태로 사용되어 왔지만, 서로 다른 집단에 의하여 근본적으로 다른 의미로 사용되어왔다. 이 용어는 여성운동, 미국의 민권운동, LGBT 운동, 내셔널리즘 운동, 탈식민 운동 등의 출현으로 인지도를 얻게 되었다.

## 역사
정치 담론에서 정체성 정치라는 용어는 적어도 1970년대 부터 사용되기 시작했다. 정체성 정치는 특정 범주화의 형태로서 특정한 사회집단이 억압받고 있다는 주장과 밀접하게 관련되었다. 따라서 그 집단에 속한 개인은 그들의 정체성으로 인하여 문화 제국주의, 폭력, 노동착취, 소외와 무력함에 더욱 취약하다는 것이다. 따라서 이런 사회적 차이의 경계는 좀더 평등한 사회로 나아가기 위한 권한부여나 방도로 간주될 수 있다는 것이다.
어떤 집단은(대표적으로 흑표당) 마르크스주의 사회계급 분석과 계급의식을 정체성 정치와 결합하기도 했다. MOVE라는 집단은 흑인 민족주의와 아나코 원시주의(모든 문명과 기술을 거부하는 가장 극단적인 형태의 녹색정치)를 결합하기도 했다. 정체성 정치는 좌익일 수도 우익일 수도 있다. 후자의 경우 얼스터 충성주의, 이슬람주의, 기독교 정체성 운동 같은 것들이 있다.
1980년대를 거쳐 정체성 정치는 사회운동으로서 두드러지기 시작했고, 새로운 사회 운동의 물결로 간주되었다.
2010년대 중반 이후 정체성 정치는 극단화되는 경향을 보이기 시작했는데 미국의 백인 정체성 정치 운동이 대표적이다. 이 현상은 인구통계학적 다양성의 증가와 백인이 미국 사회에서 소수민족이 될 것이라는 피해의식적 음모론에 기인하는데, 이는 화이트 제노사이드라고 불린다. 이러한 사회적 분위기는 많은 이들이 다양성과 무관한 보수적인 정치와 연계되게 만들었다. 이 현상을 대표하는 사건은 유명한 백인우월주의자 데이비드 듀크와 알트라이트 리처드 스펜서의 지지를 받은 도널드 트럼프가 미국의 대통령에 당선 되었다는 것이다.

## 같이 보기
- 반젠더 운동
- 문화 전쟁
- 다양성 (정치)
- 단일쟁점정치